# County Westmeath
County Westmeath (Iers: An Iarmhí) is een graafschap in Ierland in de provincie Leinster.
De hoofdstad van het graafschap is Mullingar, alhoewel Athlone de grootste stad in het graafschap is. Het graafschap werd in 1543 afgescheiden van Meath. Het heeft een oppervlakte van 1838 km² en telt 86.164 inwoners (2002).
Het landschap is glooiend, met enkele moerasgebieden en meren. Mullingar is met Dublin verbonden door het Royal Canal.
Op Ierse nummerborden wordt het graafschap afgekort tot WH, en de sportkleuren zijn wit en donkerrood.

## Plaatsen
| Engels               | Iers                            | Inwoners |
| -------------------- | ------------------------------- | -------- |
| Athlone              | Baile Átha Luain                | 22.869   |
| Ballynacargy         | Baile na Carraige               | 1.382    |
| Castlepollard        | Baile na gCros / Cionn Torc     | 1.163    |
| Castletown-Geoghegan | Baile Chaisleain Mhic Eochagain | 671      |
| Clonmellon           | Ráistín                         | 664      |
| Collinstown          | Baile na gCailleach             | 356      |
| Crookedwood          | Tigh Munna                      | 326      |
| Delvin               | Dealbhna                        | 740      |
| Fore Abbey           | An Fhobhar                      | 385      |
| Horseleap            | Baile Átha an Urchair           | -        |
| Kilbeggan            | Cill Bheagáin                   | 1.575    |
| Killucan             | Cill Liúcainne                  | 1.370    |
| Kinnegad             | Cionn Átha Gad                  | 3.064    |
| Milltownpass         | Bealach Bhaile an Mhuilinn      | -        |
| Moate                | An Móta                         | 3.013    |
| Mullingar            | An Muileann gCearr              | 22.667   |
| Multyfarnham         | Muilte Farannáin                | 460      |
| Raharney             | Ráth Athairne                   | 221      |
| Ranaghan             | Ranaghan                        | -        |
| Randoon              | Randún                          | -        |
| Rathowen             | Ráth Eoghain                    | 187      |
| Rochfortbridge       | Droichead Chaisleán Loiste      | 1.473    |
| Tyrrellspass         | Bealach an Tirialaigh           | 483      |